# یواس‌اس چندلر (دی‌دی-۲۰۶)
یواس‌اس چندلر (دی‌دی-۲۰۶) (به انگلیسی: USS Chandler (DD-206)) یک کشتی بود که طول آن ۹۵٫۸۱ متر (۳۱۴٫۳ فوت) بود. این کشتی در سال ۱۹۱۹ ساخته شد.